# Duomo di Eichstätt
Il duomo di San Salvatore, Santa Maria e San Villibaldo (o duomo di Eichstätt o Dom zu Eichstätt) è la chiesa cattolica maggiore di Eichstätt e cattedrale della diocesi di Eichstätt. La chiesa attuale tardo gotica è stata completata nel 1718 con una facciata barocca.